# Fab@home

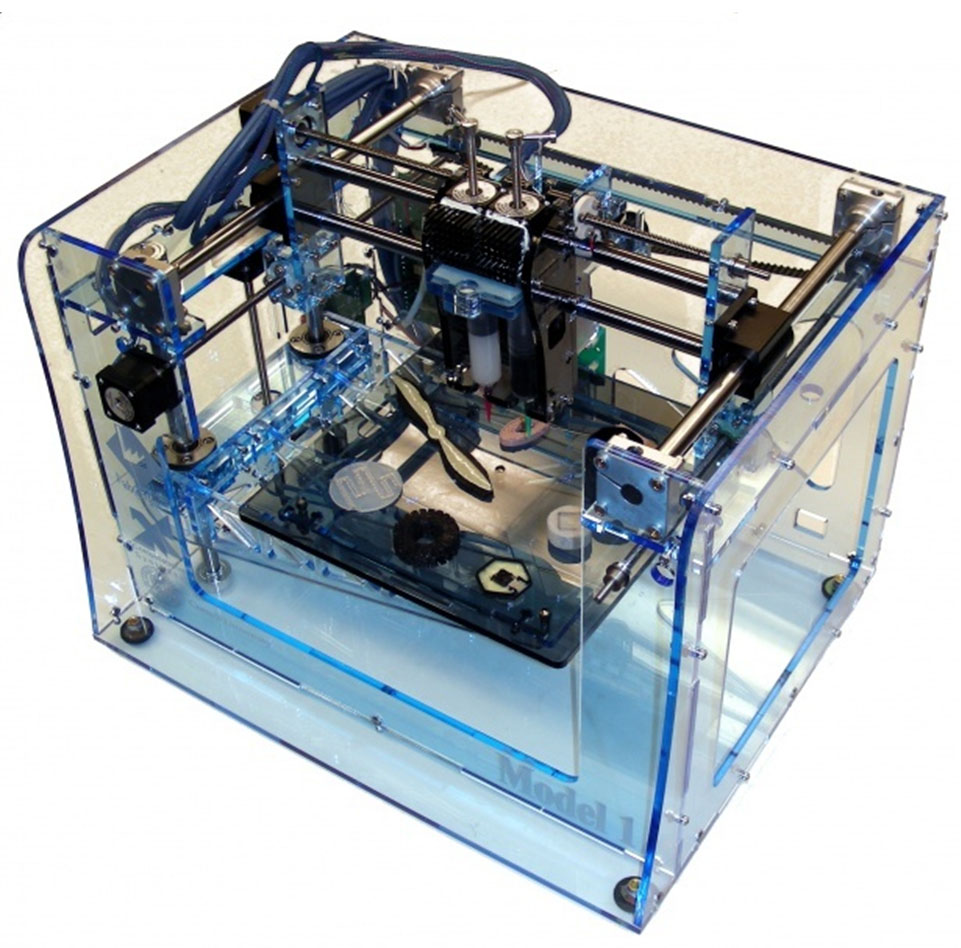
The Fab@Home modèle 1 (2006)

Fab@Home est un projet de conception d'une machine basée sur la fabrication numérique (Digital fabricator (en)), sur le principe de l'imprimante 3D et de la culture libre (le logiciel de pilotage, comme les plans, sont en « open source », et chacun peut proposer des améliorations ou tester de nouveaux matériaux ou usages). 
L'idée est de pouvoir produire des objets à bas coût, éventuellement à distance dans un Fab lab (atelier de fabrication piloté par ordinateur où tout fonctionne sans brevet avec des outils et logiciels conçus collaborativement).
En 2013, ces machines sont des prototypes ou de premières versions ne pouvant produire que certaines catégories d'objets, mais l'objectif à long terme est de produire une sorte de machine universelle susceptible de pouvoir fabriquer à peu près n'importe quoi, pourvu qu'un plan informatisé soit disponible.
Le pilote et le logiciel permettant de contrôler la machine sont également libres.

### Articles  connexes
- RepRap
- Bien commun